# لالانك
لالانك (بالإنجليزية: Lalanak)‏ هي قرية تقع في قسم كناررودخانه الريفي في إيران. يقدر عدد سكانها بـ 19 نسمة .